# Африкански тетри
Африканските тетри (Alestidae) са семейство актиноптери от разред Харацидоподобни (Characiformes).
Таксонът е описан за пръв път от Тайсън Робъртс през 1969 година.

## Родове
- Alestes – Алести
- Alestopetersius
- Arnoldichthys
- Bathyaethiops
- Brachypetersius
- Brycinus
- Bryconaethiops
- Clupeocharax
- Hemigrammopetersius
- Hydrocynus – Тигрови риби
- Ladigesia
- Lepidarchus
- Micralestes
- Nannopetersius
- Petersius
- Phenacogrammus
- Rhabdalestes
- Tricuspidalestes